# Liu Cixin
Liu Cixin (chiń. upr. 刘慈欣; chiń. trad. 劉慈欣; pinyin Liú Cíxīn; ur. 23 czerwca 1963) – chiński inżynier komputerowy i pisarz fantastyki naukowej. W 2015 jako pierwszy nieanglojęzyczny pisarz został laureatem Nagrody Hugo (za książkę Problem trzech ciał).

## Życiorys
Liu Cixin urodził się 23 czerwca 1963 w Yangquan, leżącym w chińskiej prowincji Shanxi. Jego rodzice byli górnikami. W roku 1988 ukończył studia inżynierskie na Północnochińskim Uniwersytecie Ochrony Wody i Energii Elektrycznej. Po ukończeniu studiów pracował jako inżynier, specjalista informatyk w elektrowni w Yangquan.
Liu Cixin ma żonę i jedno dziecko (córkę).

## Twórczość literacka

### Powieści
- China 2185 (chiń. 中国2185) (1989) (pierwsza powieść cyberpunk opublikowana w Chinach)
- The Devil's Bricks (chiń. 魔鬼积木) (2002)
- Era supernowej (chiń. 超新星纪元) (2003); polskie wyd. Rebis, 2019
- Piorun kulisty (chiń. 球状闪电) (2004); polskie wyd. Rebis, 2019
- Cykl: Wspomnienie o przeszłości Ziemi (chiń. 地球往事)
  - Problem trzech ciał (chiń. 三体) – 2008; polskie wyd. Rebis, 2017
  - Ciemny las (chiń. 黑暗森林) – 2008; polskie wyd. Rebis, 2017
  - Koniec śmierci (chiń. 死神永生) – 2010; polskie wyd. Rebis, 2018
- O mrówkach i dinozaurach (2010); polskie wyd. Rebis, 2020

### Opowiadania
1999
- The Whale's Song (鲸歌)
- Na własne oczy (带上她的眼睛); wydanie polskie w zbiorze "Wędrująca Ziemia" (Rebis 2020)
- Microscopic End (微观尽头)
- Cosmic Collapse (宇宙坍缩)

2000
- Inferno (地火)
- Wędrująca Ziemia (流浪地球); wydanie polskie w antologii Kroki w nieznane (Solaris 2014) oraz w zbiorze "Wędrująca Ziemia" (Rebis 2020)

2001
- The Village Teacher (乡村教师)
- Full Spectrum Barrage Jamming (全频带阻塞干扰)
- Mikroera (微纪元); wydanie polskie w zbiorze "Wędrująca Ziemia" (Rebis 2020)
- Chaos Butterfly (混沌蝴蝶) (科幻大王)

2002
- Pożeracz (吞食者); wydanie polskie w zbiorze "Wędrująca Ziemia" (Rebis 2020)
- Sea of Dreams (梦之海)
- Słońce Chin (中国太阳); wydanie polskie w zbiorze "Wędrująca Ziemia" (Rebis 2020)
- The Angel Era (天使时代)
- Chao Wen Dao (朝闻道)

2003
- The Glory and the Dream (光荣与梦想)
- The Poetry Cloud (诗云)
- The Longest Fall (地球大炮)
- The Thinker (思想者)

2004
- Kula armatnia (球状闪电, 2004); wydanie polskie w zbiorze "Wędrująca Ziemia" (Rebis 2020)
- Of Ants and Dinosaurs (白垩纪往事)
- The Mirror (镜子)
- Yuanyuan's Bubbles (圆圆的肥皂泡)

2005
- Dla dobra ludzkości (赡养人类); wydanie polskie w zbiorze "Wędrująca Ziemia" (Rebis 2020)
- Opieka nad Bogiem (赡养上帝); wydanie polskie w zbiorze "Wędrująca Ziemia" (Rebis 2020)
- Ode to Joy (欢乐颂) (九州幻想)

2006
- Góra (山); wydanie polskie w zbiorze "Wędrująca Ziemia" (Rebis 2020)

2010
- Klątwa 5.0 (太原之恋) (九州幻想); wydanie polskie w zbiorze "Wędrująca Ziemia" (Rebis 2020)
- 4/1/2018 (2018年4月1日)

2011
- The Fire Keeper (烧火工) (ilustrowana bajka dla dzieci)

2014
- The Circle (圆)
- Time Migration (时间移民)

2016
- Weight of Memories (人生)

2018
- Fields of Gold (黄金原野)

### Zbiory opowiadań
2003
- 爱因斯坦赤道 (brak angielskiego wydania; tytuł można tłumaczyć jako Równanie Einsteina)

2004
- With her Eyes (带上她的眼睛)

2008
- Wędrująca Ziemia (流浪地球) (Rebis 2020)
- The Cretaceous Past (The Devil Blocks) (魔鬼积木·白垩纪往事)

2014
- Time Immigrant (时间移民)
- 2018

2020
- To Hold Up the Sky (brak wydania chińskiego?)

## Ekranizacje
W roku 2016 chiński reżyser Zhang Fanfan stworzył filmową adaptację powieści "Problem trzech ciał". Film jest obecnie w postprodukcji.
W roku 2019 chiński reżyser Frant Gwo nakręcił filmową adaptację opowiadania "Wędrująca Ziemia". W roku 2023 powstał prequel "Wędrująca Ziemia 2", niebazujący na dziełach Liu Cixin.
W roku 2023 w Chinach powstał 30-odcinkowy serial na podstawie powieści "Problem trzech ciał".
W roku 2024 platforma Netflix wyemitowała serial "Problem trzech ciał", którego twórcami są David Benioff, D.B. Weiss i Alexander Woo

## Nagrody
- Kehuan Shijie – 1999–2006, 2010 (otrzymał ją dziewięć razy).
- 2015 – Nagroda Hugo za najlepszą powieść, angielska wersja Problem trzech ciał
- 2015 – Xingyun Award za największe osiągnięcia
- 2018 –  Nagroda Arthura C. Clarke'a za Wyobraźnię w Służbie Społeczeństwu[9]

## Inne przedsięwzięcia
Liu Cixin jest współodpowiedzialny za wygląd przedstawionego w kwietniu 2023 elektrycznego SUV-a G6 chińskiej firmy Xpeng Motors.